# Scheiditz
Scheiditz település Németországban, azon belül Türingiában. Lakosainak száma 58 fő (2023. december 31.). Scheiditz Bürgel, Albersdorf és Ruttersdorf-Lotschen községekkel határos.

## Népesség
A település népességének változása:
| Lakosok száma | 54   | 55   | 57   | 62   | 58   |
|               | 2017 | 2019 | 2021 | 2022 | 2023 |